# Моулд
Мо̀улд (на английски: Mold; на уелски: Yr Wyddgrug, Ър Уъ̀дгриг) е град в Северен Уелс, графство Флинтшър. Разположен е около река Алин, на 15 km западно от границата с Англия и град Честър. Главен административен център на графство Флинтшър. Населението му е 9568 жители според данни от преброяването през 2001 г.